# エストニア陸軍
エストニア陸軍（エストニアりくぐん、エストニア語：Eesti maavägi）は、エストニア共和国の軍隊であるエストニア国防軍の陸軍。

## 歴史
エストニア陸軍はエストニア独立戦争時に組織された。その後に第二次世界大戦でナチス・ドイツの占領下になると一部は森に潜伏する武装レジスタンスとなり、ドイツやソ連の占領にゲリラ戦術で抵抗した。ソ連に対するレジスタンス活動は1950年代まで続いた。
1991年には現在のエストニア陸軍が組織された。

## 国外活動
エストニア軍は国連の平和維持活動、NATOやEU、米国などが主導する海外作戦に参加している。
クロアチア及びボスニア・ヘルツェゴビナでの活動[国連]（1995）
クロアチア及びボスニア・ヘルツェゴビナでの 国際連合保護軍 に参加。
ボスニア・ヘルツェゴビナでの活動[NATO]（1996 - 2004 / 2005 - 2011）
ボスニア・ヘルツェゴビナでのNATO主導の平和維持軍及び 平和安定化部隊 に参加。（1996 - 2004）
ボスニア・ヘルツェゴビナでのEU主導の 欧州連合部隊アルティア に参加。（2005 - 2011）
レバノンでの活動[国連]（1996 - 1997 / 2015 - 活動中）
レバノンでの国連主導の 国際連合レバノン暫定駐留軍 に参加。
イスラエル及びシリアでの活動[国連]（1997 - 活動中）
イスラエル及びシリアでの国連主導の 国際連合休戦監視機構 に参加。
コソボでの活動[国連/NATO]（1999 - 2018）
コソボでの国連及びNATO主導の コソボ治安維持部隊 にMSU（準軍事の警察部隊）として参加。
アフガニスタンでの活動[国連/NATO]（2003 - 2014 / 2015 - 2021）
アフガニスタンでの国連主導の 国際治安支援部隊 に参加。（2003 - 2014）
アフガニスタンでのNATO主導の 確固たる支援任務 に参加。（2015 - 2021）
マケドニアでの活動[EU]（2003）
マケドニアでのEU主導の 欧州連合部隊コンコルディア に参加。
イラクでの活動[米国/NATO]（2003 - 2009 / 2005 - 2011 / 2016 - 活動中 / 2018 - 活動中）
イラクでの米国主導の イラクの自由作戦 に参加。（2003 - 2009）
イラクでのNATO主導の HTM-I に参加。（2005 - 2011）
イラクでの米国主導の 生来の決意作戦 に参加。（2016 - 活動中）
イラクでのNATO主導の NMI に参加。（2018 - 活動中）
ソマリア沖での活動[EU]（2010 - 2013）
ソマリア沖でのEU主導の ソマリア欧州連合海軍部隊 に参加。
マリでの活動[EU/国連/仏国]（2013 - 活動中 / 2013 - 活動中 / 2018 - 活動中）
マリでのEU主導の 欧州連合マリ訓練ミッション に参加。（2013 - 活動中）
マリでの国連主導の 国際連合マリ多元統合安定化ミッション に参加。（2013 - 活動中）
マリでの仏国主導の バルハン作戦 に参加。（2018 - 活動中）
地中海での活動[NATO/EU]（2013 / 2013 / 2015 - 2020 / 2020 - 活動中）
地中海でのNATO主導の アクティブ・エンデバー作戦 に参加。（2013）
地中海でのNATO主導の オーシャン・シールド作戦 に参加。（2013）
地中海でのEU主導の ソフィア作戦 に参加。（2015 - 2020）
地中海でのEU主導の イリニ作戦 に参加。（2020 - 活動中）
中央アフリカでの活動[EU]（2014）
中央アフリカでのEU主導の EUFOR RCA に参加。

## 装備

### 小火器
- H&K USP
- UZI (SMG)
- H&K MP5
- ベネリM3
- R20 Rahe
- IMI ガリル
- H&K G3
- IMI ガリル
- SAKO TRG
- PGM ヘカートII
- IMI ネゲヴ
- FN MAG
- ラインメタルMG3
- ブローニングM2重機関銃
- ブリュッガー&トーメ GL-06
- Heckler & Koch AG-C/EGLM（英語版）
- H&K HK69
- M203 グレネードランチャー
- カールグスタフ (無反動砲)
- C90-CR (M3)（英語版）

### ミサイル
- FGM-148 ジャベリン
- スパイク
- ピオルン（英語版）[1]
- ミストラル

### 火砲
- ZU-23-2
- M252 81mm 迫撃砲
- 120 Krh/40（英語版）
- D-30 122mm榴弾砲
- FH70
- カエサル Mk1 155mm自走榴弾砲×12[2]
- K9 155mm自走榴弾砲
- ガブリエル (ミサイル)

### 車両
- Stridsfordon 90
- XA-180装甲兵員輸送車
- メルセデス・ベンツ・Gクラス
- AN/FPS-117
- GIRAFFE (レーダー)
- Ground Master 400（英語版）
- THeMIS（英語版）[3]

## 参考
- https://mil.ee/ (エストニア語、2021年12月28日閲覧)
- https://kaitseministeerium.ee/en/objectives-activities/operations-abroad (英語、2021年12月28日閲覧)
- https://reliefweb.int/report/iraq/czech-republic-estonia-and-slovakia-contribute-more-usd-334041-humanitarian-mine-action (英語、2021年12月28日閲覧)
- https://www.britannica.com/topic/history-of-Estonia (英語、2021年12月28日閲覧)